# Mače
Mače est un village et une municipalité située dans le comitat de Krapina-Zagorje, en Croatie. Au recensement de 2001, la municipalité comptait 2 715 habitants, dont 99,48 % de Croates et le village seul comptait 711 habitants.

## Localités
La municipalité de Mače compte 9 localités :
| - Delkovec - Frkuljevec Peršaveški - Mali Bukovec - Mali Komor - Mače | - Peršaves - Veliki Bukovec - Veliki Komor - Vukanci |